# Csűrös-Káptalan Margit
Csűrös-Káptalan Margit (Torda, 1921. április 11. – Kolozsvár, 1994. április 19.) magyar botanikai szakíró. Csűrös István felesége.

## Életpályája
Középiskolai tanulmányait Tordán és Kolozsvárt végezte, 1950-ben a Bolyai Tudományegyetemen szerzett tanári képesítést. Előbb a Bolyai, majd a Babeș–Bolyai Tudományegyetemen volt tanársegér, 1969-től adjunktus 1976-os nyugdíjazásáig.

## Munkássága
Szaktanulmányai egyetemi és szakfolyóiratokban (Revista Pădurilor, Studia Universitatis Babeș-Bolyai – Series Biologia, Contribuții Botanice, Cluj-Napoca) jelentek meg; tagja volt a Dolgozó Nő szerkesztőbizottságának. Munkássága növénycönológiai kutatásokra irányult, feldolgozta a Kászoni-medence gombaflóráját, munkatársa volt az erdélyi növénytársulások ökológiai értékelését kidolgozó munkacsoportnak, és összeállította az erdélyi román és magyar nyelvű növényföldrajzi szakirodalom bibliográfiáját (Contribuții Botanice Cluj, évkönyv, 1970). Egyetemi jegyzete román nyelven jelent meg.
Az 1990-es évek elején a Múzeumi Füzetek : Az Erdélyi Múzeum-Egyesület Természettudományi és Matematikai Szakosztályának Közleményei c. kiadvány szerkesztőségének tagja volt.